# Candona sucki
Candona sucki är en kräftdjursart som beskrevs av Georg Ossian Sars 1866. Candona sucki ingår i släktet Candona, och familjen Candonidae. Arten har ej påträffats i Sverige.